# Liste der Bodendenkmäler in Rimpar
Auf dieser Seite sind die Bodendenkmäler in dem unterfränkischen Markt Rimpar zusammengestellt. Diese Tabelle ist eine Teilliste der Liste der Bodendenkmäler in Bayern. Grundlage ist die Bayerische Denkmalliste, die auf Basis des Bayerischen Denkmalschutzgesetzes vom 1. Oktober 1973 erstmals erstellt wurde und seither durch das Bayerische Landesamt für Denkmalpflege geführt wird. Die folgenden Angaben ersetzen nicht die rechtsverbindliche Auskunft der Denkmalschutzbehörde.

## Bodendenkmäler in Rimpar

### Bodendenkmäler in der Gemarkung Gramschatz
| Lage                  | Objekt | Akten-Nr.     | Bild |
| --------------------- | --- | ------------- | ---- |
| Gramschatz (Standort) | Siedlung des Mittelneolithikums, der Hallstattzeit und der jüngeren Latènezeit.                                                         | D-6-6025-0026 |      |
| Gramschatz (Standort) | Siedlung der Linearbandkeramik, der Stichbandkeramik, des Mittelneolithikums, der jüngeren Latènezeit und vermutlich der Hallstattzeit. | D-6-6025-0028 |      |
| Gramschatz (Standort) | Mittelalterliche bis neuzeitliche Wüstung Rotenloch.                                                                                    | D-6-6025-0031 |      |
| Gramschatz (Standort) | Rechteckiges Grabenwerk vor- und frühgeschichtlicher Zeitstellung.                                                                      | D-6-6025-0036 |      |
| Gramschatz (Standort) | Siedlung der Linearbandkeramik. | D-6-6025-0080 |      |
| Gramschatz (Standort) | Archäologische Befunde im Bereich der mittelalterlichen und frühneuzeitlichen Katholischen Pfarrkirche St. Cyriakus von Gramschatz.     | D-6-6025-0122 |      |
| Gramschatz (Standort) | Siedlung des Neolithikums. | D-6-6025-0124 |      |

### Bodendenkmäler in der Gemarkung Hausen
| Lage              | Objekt                                                                                             | Akten-Nr.     | Bild |
| ----------------- | -------------------------------------------------------------------------------------------------- | ------------- | ---- |
| Hausen (Standort) | Begräbnisplatz vorgeschichtlicher Zeitstellung mit hallstattzeitlichen Bestattungen in Grabhügeln. | D-6-6025-0029 |      |

### Bodendenkmäler in der Gemarkung Maidbronn
| Lage                 | Objekt | Akten-Nr.     | Bild |
| -------------------- | --- | ------------- | ---- |
| Maidbronn (Standort) | Siedlung der Linearbandkeramik und der Großromstedter Kultur. | D-6-6125-0043 |      |
| Maidbronn (Standort) | Siedlung der Linearbandkeramik, der Hallstattzeit und der jüngeren Latènezeit. | D-6-6125-0080 |      |
| Maidbronn (Standort) | Archäologische Befunde im Bereich der Katholischen Kirche St. Afra von Maidbronn, ehemalige Zisterzienserinnenklosterkirche Fons Virginis, sowie im Bereich des mittelalterlichen ehemalige Zisterzienserinnenklosters mit Mühle und Friedhof. | D-6-6125-0138 |      |

### Bodendenkmäler in der Gemarkung Oberdürrbach
| Lage                    | Objekt                                                                     | Akten-Nr.     | Bild |
| ----------------------- | -------------------------------------------------------------------------- | ------------- | ---- |
| Oberdürrbach (Standort) | Spätmittelalterliche bis frühneuzeitliche Befunde der Hofwüstung ;euenhof. | D-6-6125-0019 |      |

### Bodendenkmäler in der Gemarkung Rimpar
| Lage              | Objekt | Akten-Nr.     | Bild |
| ----------------- | --- | ------------- | ---- |
| Rimpar (Standort) | Freilandstation des Mesolithikums, Siedlung der Linearbandkeramik und des Jungneolithikums und Körpergräber des Neolithikums.                                                                                             | D-6-6125-0002 |      |
| Rimpar (Standort) | Siedlung linearbandkeramischer Zeitstellung und Körpergräber der Merowingerzeit. | D-6-6125-0040 |      |
| Rimpar (Standort) | Siedlung der Hallstattzeit vermutlich mit Brand- und Körpergräbern sowie mittelalterliche bis neuzeitliche Kirchenwüstung St. Johannis mit Körpergräbern.                                                                 | D-6-6125-0041 |      |
| Rimpar (Standort) | Bestattungsplatz mit Grabhügel vorgeschichtlicher Zeitstellung. | D-6-6125-0042 |      |
| Rimpar (Standort) | Rechteckiges Grabenwerk vorgeschichtlicher Zeitstellung. | D-6-6125-0079 |      |
| Rimpar (Standort) | Siedlung der Linearbandkeramik. | D-6-6125-0083 |      |
| Rimpar (Standort) | Siedlung der Linearbandkeramik. | D-6-6125-0099 |      |
| Rimpar (Standort) | Wüstung Dürrwiese des späten Mittelalters und der frühen Neuzeit. | D-6-6125-0110 |      |
| Rimpar (Standort) | Körpergräber der frühen Latènezeit. | D-6-6125-0129 |      |
| Rimpar (Standort) | Archäologische Befunde im Bereich der im Kern mittelalterlichen, in der späten Neuzeit neu errichteten Katholischen Pfarrkirche St. Peter und Paul von Rimpar mit Körperbestattungen im angrenzenden ummauerten Kirchhof. | D-6-6125-0131 |      |
| Rimpar (Standort) | Archäologische Befunde im Bereich des frühneuzeitlichen Schlosses in Rimpar mit mittelalterlicher Burg als Vorgänger und Vorburgareal.                                                                                    | D-6-6125-0132 |      |
| Rimpar (Standort) | Archäologische Befunde im Bereich der spätneuzeitlichen ehemalige Synagoge von Rimpar. | D-6-6125-0133 |      |
| Rimpar (Standort) | Siedlung der Hallstattzeit. | D-6-6125-0159 |      |
| Rimpar (Standort) | Siedlung der Bronzezeit. | D-6-6125-0160 |      |
| Rimpar (Standort) | Siedlung vor- und frühgeschichtlicher Zeitstellung. | D-6-6125-0161 |      |
| Rimpar (Standort) | Siedlung vor- und frühgeschichtlicher Zeitstellung. | D-6-6125-0162 |      |
| Rimpar (Standort) | Siedlung vor- und frühgeschichtlicher Zeitstellung. | D-6-6125-0163 |      |
| Rimpar (Standort) | Siedlung vor- und frühgeschichtlicher Zeitstellung. | D-6-6125-0164 |      |